# نت توب

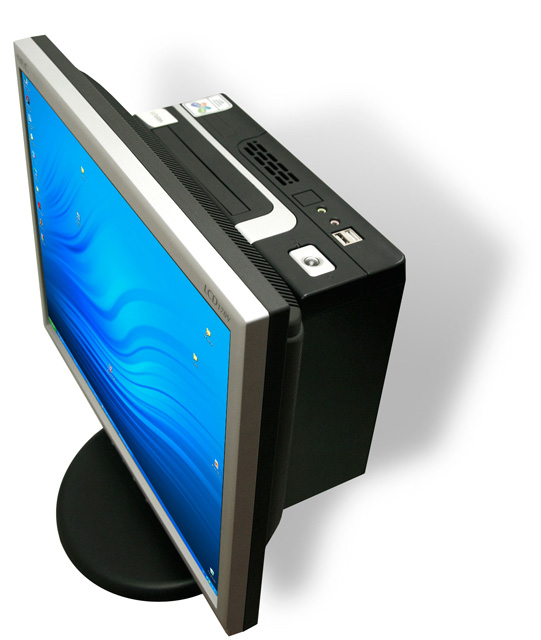
نت توب

نت توب (بالإنجليزية: nettop) هو أحد أنواع أجهزة المكتب المصغرة أو كمبيوتر مصغر صنع لأداء مهام محددة مثل تصفح الإنترنت، والوصول إلى تطبيقات شبكة الإنترنت، وتطبيقات الإنترنت الغنية، ومعالجة ملفات الصوت والفيديو.